# Puente de la Ribera
El puente de la Ribera (en euskera Erriberako zubia) es un puente o pasarela peatonal sobre la ría de Bilbao, en el territorio histórico de Vizcaya, que une los barrios de San Francisco y el Casco Viejo, y que ha sido conocido durante siglos como puente de San Francisco.

## Puente actual
El actual puente peatonal de la ribera fue construido en 1938, tras la demolición del denominado Puente de Hierro y el resto de puentes de la villa ordenada por la Junta de Defensa de Bilbao, a cargo de Jesús María Leizaola y llevada a cabo por la 1.ª División Vasca a las órdenes de Joseph Putz la madrugada del 18 al 19 de junio de 1937, horas antes de la caída de Bilbao.

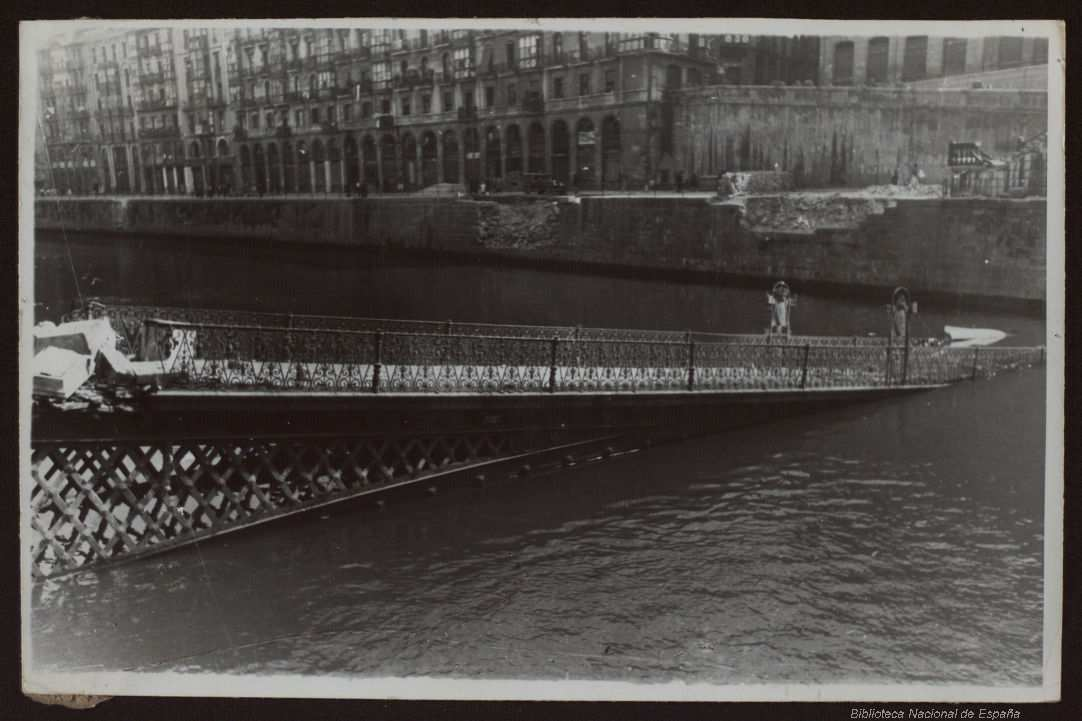
Puente de hierro destruido en 1937

El encargado de su construcción fue el arquitecto Fernando Arzadun, (Bermeo 1893-Madrid 1951), con un puente en forma de arco parabólico que une el muelle de Marzana con la calle Ribera. De la clave de dicho arco surge un tramo recto que enlaza con el trazado de las calles Conde de Mirasol y Aréchaga a través del pequeño espacio público superior de la calle Marzana. Cuenta con una base de dos vigas articuladas por tres rótulas que quedan inscritas en el tablero de canto variable a la que solo se superponen los diseños de la barandilla con las características del estilo del propio Arquitecto. Si bien el puente no ha sufrido modificaciones desde su construcción, si destacan negativamente las conducciones vistas que se han ido adosando a la estructura del puente.
El nombre franquista de Puente del coronel Ortiz de Zárate se mantuvo hasta la etapa democrática, cuando en 1980 se le dio el actual nombre de Puente de la Ribera.

## Origen

### Convento de San Francisco
Si bien el actual nombre del puente tiene como referencia la ribera y calle de ese mismo nombre de la margen derecha, durante siglos fue conocido como puente de San Francisco. El convento que dio nombre al barrio, a la calle y al puente fue una de las construcciones religiosas más importantes de la zona a finales de la Edad Media. Estaba situado en la actual plaza del Corazón de María, en terrenos de la anteiglesia de Abando y fue demolido en 1856. Las obras de la capilla mayor ya estaban en marcha en 1501 y desde 1539 contó con el privilegio de lucir el escudo del emperador Carlos V, por lo que también fue conocido como Convento imperial de San Francisco. A lo largo de su larga historia fue abandonado y vuelto a ocupar en diferentes ocasiones, como al ser suprimidas las órdenes religiosas en 1809 por José I Bonaparte o en 1834 por su apoyo a la causa carlista. Las excavaciones realizadas entre 2006 y 2010 permitieron recuperar parte de los cimientos pertenecientes al convento, identificando principalmente las estructuras de la iglesia, claustro y sala de terciarios.

## Antecedentes históricos
El puente de San Francisco ha sido, con diferencia, el puente de Bilbao con la existencia más accidentada y que ha contado con el mayor número de variantes a lo largo de su historia.

### Puente inconcluso
En 1506 los franciscanos intentaron construir un puente que les comunicase directamente con Bilbao que tuvo la oposición de las autoridades de la Villa, incluso obtuvieron una sentencia favorable de la Real Chancillería de Valladolid, pero para mediados de siglo solo llegaron a construir el estribo derecho,que hubo que derribar tras una venida de aguas.

### Puente de Piedra

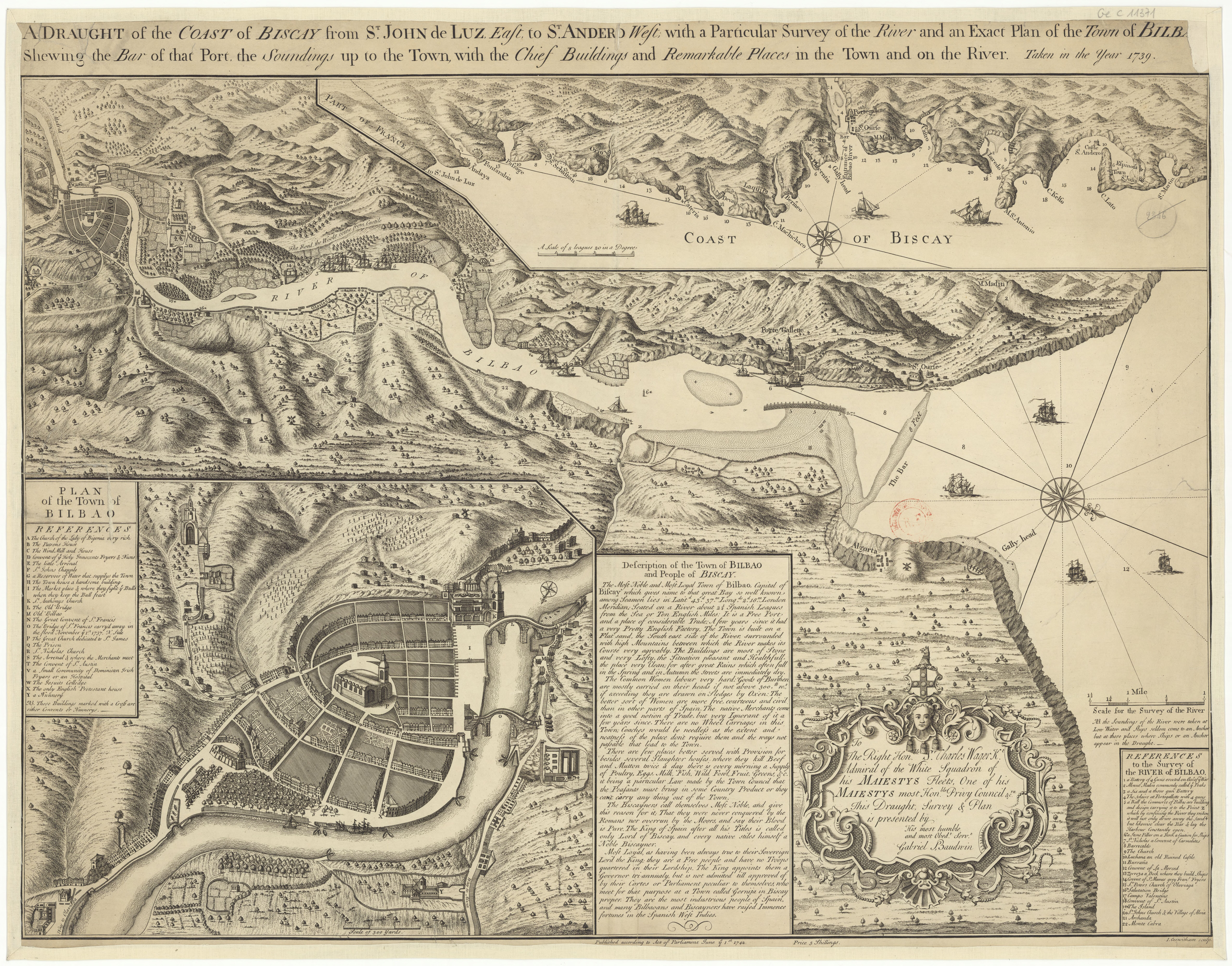
Plano de Gabriel Baldwin, 1739

En 1732 vuelven a solicitar permiso para la construcción de un puente de piedra, que se finaliza en 1735. Tras dos años, el 1 de noviembre de 1737, el puente se derrumbó a consecuencia de una venida de aguas. Según Teófilo Guiard, constaba de dos grandes arcos aunque en un plano de Gabriel Baldwin de 1739,cuando el puente ya no existía, figura un gran arco y otro mucho más pequeño.

### Puente de madera
El 22 de noviembre de 1790 el ayuntamiento solicitó permiso para construir un puente según propuesta del vecino de Abando Domingo Ignacio de Ugarte. Se trataba de un proyecto de puente de madera, con un gran arco y que se levantaría en el mismo lugar del anterior. Si bien el primer diseño era obra de los peritos Juan Bautista Orueta y Juan Zabala, la Academia de San Fernando decide que sea el arquitecto natural de Vergara Alejo Miranda quien elabore el diseño. El resultado fue un puente de un solo arco de gran altura, utilizando el estribo de piedra del anterior puente y utilizando madera de roble, piedra caliza de la cantera del caserío Arricoechea, arena de mina, hierro correoso y flexible, y con peldaño de piedra arenisca. El proyecto es aprobado en enero de 1793 y terminado a finales de ese año. 20 años después, la noche del 5 al 6 de enero de 1813, las tropas francesas en su retirada lo incendian.

### Puente colgante de cadenas
El 25 de febrero de 1825 se forma una comisión municipal para el estudio del diseño de un segundo puente para Bilbao. Hasta entonces el destruido puente de San Francisco había sido sustituido por puentes de barcas colocadas entre la calle Santa María y el muelle de La Naja. En enero de 1826 se da cuenta al ayuntamiento de la Real Orden de diciembre de 1825 por la que se autoriza la construcción de un puente colgante de cadenas. En febrero de 1826 se nombra oficialmente al arquitecto de Bermeo Antonio Goycoechea director de obra, y, finalmente, el 30 de junio de 1827 el ayuntamiento toma posesión del puente.

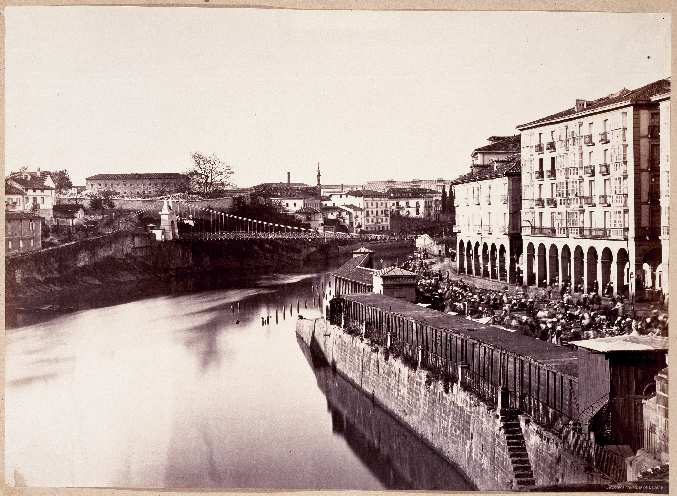
Puente colgante 1867

### Puente colgante de cables de alambre
Entre 1840 y 1850 se suceden los informes del deterioro del puente, los proyectos de sustitución y las reparaciones, hasta que en el año 1855 el ayuntamiento se decide por una obra proyectada por del ingeniero Uhagon con incorporaciones de Antonio Goycoechea y ejecutada por el arquitecto Juan Bautista Hormaechea. Las obras finalizan en octubre de 1855, sustituidas las cadenas por cables de alambre formando dos medias parábolas de 59,30m entre los estribos, que sostenían el tablero de 3,10m de anchura por medio de péndolas verticales. Posteriormente al puente se le incorporó una escalinata diseñada por Antonio Goicoechea en el lado de Abando.

### Puente de hierro
El 2 de mayo de 1874, al finalizar el sitio carlista, San  Anton es el único puente útil que le queda a Bilbao. Un bombardeo el 23 de febrero de ese año inutilizó el puente de San Francisco al acertar en uno de los cables. Siguió funcionando en precario hasta 1880, cuando se cerró y a la vez se decidió sustituirlo por un puente rígido y de hierro, proyecto que se le encarga al que hasta ese momento fue alcalde de Bilbao Pablo de Alzola. El puente se inauguró en 1881.
El autor lo denominaba pasadera, en oposición a pasarela por considerar esta última un galicismo inadecuado, mientras que el otro término era castizo y definía mejor, para él, el paso para salvar corrientes de agua a pie. Consideró que no había razones objetivas que exigiesen hacer un puente para vehículos y lo construyó en el mismo lugar en el que se encontraba el anterior, pero se rectificó el emplazamiento del lado derecho 3,8m por el nuevo corte de la ria. En su diseño se decidió por un solo arco metálico con antepechos de hierro forjado.

## Canción
Al puente colgante que cruzó la ría desde 1827 hasta 1874 (año en el que fue destruido en la última guerra carlista) se refiere la siguiente canción:

No hay en el mundo
puente colgante
más elegante
que el de Bilbao
porque lo han hecho
los bilbainitos
que son muy finos
y muy salaos.

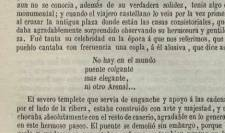
Canción del puente, 1853

Hay quien cree que esta canción se refiere al actual puente colgante de Portugalete, el Puente de Vizcaya, pero eso no es correcto, ya que dicho puente se inauguró en 1893, muchos años más tarde. En la imagen podemos ver una referencia publicada en el Semanario pintoresco español del 6 de marzo de 1853, con una versión de la canción.